# Die Verurteilung des Lukullus
Die Verurteilung des Lukullus (título original en alemán; en español, La condenación de Lúculo) es una ópera con música de Paul Dessau y libreto en alemán del dramaturgo Bertolt Brecht. Se estrenó con el título El juicio de Lúculo en la Ópera Estatal de Berlín el 17 de marzo de 1951, dirigida por Hermann Scherchen, con diseño escénico de Caspar Neher. Fue revisada y repuesta con su título actual el 12 de octubre de 1951.
El texto dramático de Brecht para la ópera es más o menos idéntico al de la obra radiofónica El juicio de Lúculo, que fue escrita en 1938-9. Se transmitió en inglés por el Tercer Programa de la BBC el 20 de marzo de 1953.
Es una ópera poco representada en la actualidad; en las estadísticas de Operabase aparece con sólo una representación en el período 2005-2010, siendo la primera de Paul Dessau.